# Душко Попович
Душко Попович (на македонска литературна норма: Душко Поповиќ; на сръбски: Душко Поповић) с псевдоним Гьоко е югославски партизанин, деец на комунистическата съпротива във Вардарска Македония.

## Биография
Роден е през 1913 година във Враня, Сърбия. Произлиза от чиновническо семейство заселено в Скопие. Завършва гимназия в Скопие, а след това и Философския факултет на Скопския университет. Впоследствие защитава докторска дисертация по педагогика в Белградския университет. В края на 1934 година е арестуван като член на СКМЮ и ЮКП и осъден на 1 и половина години затвор в Сремска Митровица.
След окупацията на Югославия от немски войски през април 1941 година преминава в нелегалност и обикаля из Скопие и Западна Македония. Обикаля из Гостивар, Дебър и Дримкол към началото на 1942 година. Спомага за създаването на Мавровско-Гостиварския народоосвободителен партизански отряд „Кораб“ и става негов политически комисар. Води битки с италиански карабинери и балисти при Ново село, където е арестуван. Пратен е в затвора в Тирана, където е разстрелян в нощта на 17 срещу 18 май 1943 година заедно с петима други партизани. На негово име има наречени няколко улици в градове в Северна Македония.